# Wereldkampioenschap voetbal onder 20 - 2001
Het dertiende wereldkampioenschap voetbal onder 20 werd gehouden in Argentinië van 17 juni tot en met 8 juli 2001. De Argentijnen wonnen het toernooi in eigen land en konden de beker alweer voor de vierde keer in ontvangst nemen. In de finale werd Ghana met 3–0 verslagen. Egypte werd derde. Het was de eerste keer dat er geen enkel Europees land de halve finale haalde.

## Deelnemers

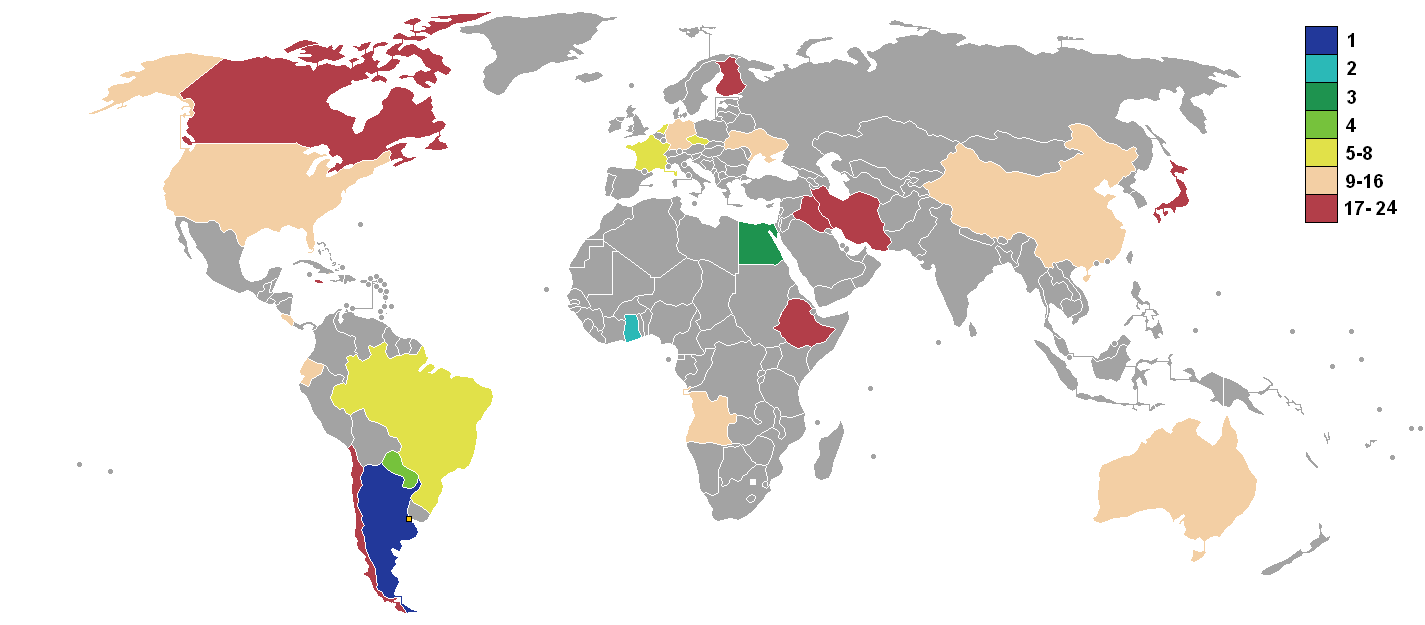
Deelnemen landen

Er deden 24 teams uit zes confederaties mee. Teams konden zich kwalificeren via een jeugdtoernooi dat binnen elke confederatie georganiseerd werd. Voor Europa was dit het EK-19. Nederland werd daarbij derde in de groepsfase, en kon zo aan dit toernooi meedoen. België kwam niet verder dan de eerste kwalificatieronde voor het EK-19.
| Confederatie                                   | Kwalificatietoernooi                                                                                       | Gekwalificeerde landen                                  |
| ---------------------------------------------- | --- | ------------------------------------------------------- |
| AFC (Azië)                                     | Aziatisch kampioenschap voetbal onder 19 - 2000 Iran, 12–26 november 2000                                  | China Iran Irak Japan                                   |
| CAF (Afrika)                                   | Afrikaans kampioenschap voetbal onder 21 - 2001 Ethiopië, 18 maart – 1 april 2001                          | Angola Egypte Ethiopië Ghana                            |
| CONCACAF (Noord, Centraal-Amerika & Caribbean) | CONCACAF-kampioenschap voetbal onder 21 - 2001 Trinidad en Tobago en Canada, 28 februari – 22 maart 2001   | Costa Rica Verenigde Staten Canada Jamaica              |
| CONMEBOL (Zuid-Amerika)                        | Zuid-Amerikaans kampioenschap voetbal onder 20 - 2001 Ecuador, 12 januari – 4 februari 2001                | Brazilië Chili Ecuador Paraguay                         |
| OFC (Oceanië)                                  | Oceanisch kampioenschap voetbal onder 20 - 2001 Cookeilanden en Nieuw-Caledonië, 8 februari – 4 maart 2001 | Australië                                               |
| UEFA (Europa)                                  | Europees kampioenschap voetbal onder 18 - 2000 Duitsland, 17–24 juli 2000                                  | Tsjechië Finland Frankrijk Duitsland Nederland Oekraïne |
| Gastland                                       | Gastland                                                                                                   | Argentinië                                              |

## Stadions
| Buenos Aires                                        | · Buenos Aires Mendoza Salta Córdoba Mar del Plata Rosario | Córdoba                                              |
| Estadio José Amalfitani Capaciteit: 49.540          | · Buenos Aires Mendoza Salta Córdoba Mar del Plata Rosario | Estadio Olímpico Chateau Carreras Capaciteit: 57.000 |
|                                                     | · Buenos Aires Mendoza Salta Córdoba Mar del Plata Rosario |                                                      |
| Mendoza                                             | · Buenos Aires Mendoza Salta Córdoba Mar del Plata Rosario | Rosario                                              |
| Estadio Malvinas Argentinas Capaciteit: 40.268      | · Buenos Aires Mendoza Salta Córdoba Mar del Plata Rosario | Estadio Newell's Old Boys Capaciteit: 42.000         |
|                                                     | · Buenos Aires Mendoza Salta Córdoba Mar del Plata Rosario |                                                      |
| Salta                                               | · Buenos Aires Mendoza Salta Córdoba Mar del Plata Rosario | Mar del Plata                                        |
| Estadio Padre Ernesto Martearena Capaciteit: 20.408 | · Buenos Aires Mendoza Salta Córdoba Mar del Plata Rosario | Estadio José María Minella Capaciteit: 35.354        |
|                                                     | · Buenos Aires Mendoza Salta Córdoba Mar del Plata Rosario |                                                      |

## Groepsfase

### Groep A
| Team       | Ptn | Wed | W | G | V | DV | DT | DS  | Resultaat              |
| ---------- | --- | --- | - | - | - | -- | -- | --- | ---------------------- |
| Argentinië | 9   | 3   | 3 | 0 | 0 | 14 | 2  | +12 | Naar de achtste finale |
| Egypte     | 4   | 3   | 1 | 1 | 1 | 3  | 8  | –5  | Naar de achtste finale |
| Finland    | 3   | 3   | 1 | 0 | 2 | 2  | 4  | –2  |                        |
| Jamaica    | 1   | 3   | 0 | 1 | 2 | 1  | 6  | –5  |                        |

|                    |                                |     |         |                                                                                             |
| 17 juni 2001 14:00 | Argentinië                     | 2–0 | Finland | Estadio José Amalfitani, Buenos Aires Toeschouwers: 24.000 Scheidsrechter: Sun Baojie (CHN) |
| 17 juni 2001 14:00 | Rodríguez 38' D'Alessandro 67' |     |         | Estadio José Amalfitani, Buenos Aires Toeschouwers: 24.000 Scheidsrechter: Sun Baojie (CHN) |

|                    |        |     |         |                                                                                            |
| 17 juni 2001 16:45 | Egypte | 0–0 | Jamaica | Estadio José Amalfitani, Buenos Aires Toeschouwers: 2.000 Scheidsrechter: Guido Aros (CHI) |
| 17 juni 2001 16:45 |        |     |         | Estadio José Amalfitani, Buenos Aires Toeschouwers: 2.000 Scheidsrechter: Guido Aros (CHI) |

|                    |         |              |         |                                                                                                |
| 20 juni 2001 14:00 | Jamaica | 0–1          | Finland | Estadio José Amalfitani, Buenos Aires Toeschouwers: 4.000 Scheidsrechter: Shamsul Maidin (SIN) |
| 20 juni 2001 14:00 |         | Väyrynen 87' |         | Estadio José Amalfitani, Buenos Aires Toeschouwers: 4.000 Scheidsrechter: Shamsul Maidin (SIN) |

|                    |              |     |                                                                                       |                                                                                              |
| 20 juni 2001 16:45 | Egypte       | 1–7 | Argentinië                                                                            | Estadio José Amalfitani, Buenos Aires Toeschouwers: 25.000 Scheidsrechter: Alain Hamer (LUX) |
| 20 juni 2001 16:45 | El Yamani 5' |     | Saviola 7', 15', 44' (pen.) Coloccini 20' Romagnoli 55' Rodríguez 64' Amin 67' (e.d.) | Estadio José Amalfitani, Buenos Aires Toeschouwers: 25.000 Scheidsrechter: Alain Hamer (LUX) |

|                    |                                                      |     |             |                                                                                                  |
| 23 juni 2001 14:00 | Argentinië                                           | 5–1 | Jamaica     | Estadio José Amalfitani, Buenos Aires Toeschouwers: 27.000 Scheidsrechter: Naser Al Hamdan (KSA) |
| 23 juni 2001 14:00 | Coloccini 3' Saviola 7', 86' (pen.) Herrera 14', 38' |     | Dawkins 78' | Estadio José Amalfitani, Buenos Aires Toeschouwers: 27.000 Scheidsrechter: Naser Al Hamdan (KSA) |

|                    |             |     |                    |                                                                                                 |
| 23 juni 2001 16:45 | Finland     | 1–2 | Egypte             | Estadio José Amalfitani, Buenos Aires Toeschouwers: 3.000 Scheidsrechter: Wilson de Souza (BRA) |
| 23 juni 2001 16:45 | Sjölund 74' |     | Hamza 10' Riad 62' | Estadio José Amalfitani, Buenos Aires Toeschouwers: 3.000 Scheidsrechter: Wilson de Souza (BRA) |

### Groep B
| Team      | Ptn | Wed | W | G | V | DV | DT | DS | Resultaat              |
| --------- | --- | --- | - | - | - | -- | -- | -- | ---------------------- |
| Brazilië  | 9   | 3   | 3 | 0 | 0 | 10 | 1  | +9 | Naar de achtste finale |
| Duitsland | 6   | 3   | 2 | 0 | 1 | 7  | 3  | +4 | Naar de achtste finale |
| Irak      | 3   | 3   | 1 | 0 | 2 | 5  | 9  | –4 |                        |
| Canada    | 0   | 3   | 0 | 0 | 3 | 0  | 9  | –9 |                        |

|                    |                |     |           |                                                                                                  |
| 17 juni 2001 14:00 | Brazilië       | 2–0 | Duitsland | Estadio Olímpico Chateau Carreras, Córdoba Toeschouwers: 5.100 Scheidsrechter: Kevin Stott (USA) |
| 17 juni 2001 14:00 | Robert 9', 11' |     |           | Estadio Olímpico Chateau Carreras, Córdoba Toeschouwers: 5.100 Scheidsrechter: Kevin Stott (USA) |

|                    |                                      |     |        |                                                                                                   |
| 17 juni 2001 16:45 | Irak                                 | 3–0 | Canada | Estadio Olímpico Chateau Carreras, Córdoba Toeschouwers: 5.100 Scheidsrechter: Coffi Codjia (BEN) |
| 17 juni 2001 16:45 | Mohammed 21' Siamand 33' Hanoosh 43' |     |        | Estadio Olímpico Chateau Carreras, Córdoba Toeschouwers: 5.100 Scheidsrechter: Coffi Codjia (BEN) |

|                    |        |                               |           | |
| 20 juni 2001 14:00 | Canada | 0–4                           | Duitsland | Estadio Olímpico Chateau Carreras, Córdoba Toeschouwers: 1.000 Scheidsrechter: Hailemelak Tessema (ETH) |
| 20 juni 2001 14:00 |        | Auer 18', 67', 70' Preuss 83' |           | Estadio Olímpico Chateau Carreras, Córdoba Toeschouwers: 1.000 Scheidsrechter: Hailemelak Tessema (ETH) |

|                    |              |     |                                                               | |
| 20 juni 2001 16:45 | Irak         | 1–6 | Brazilië                                                      | Estadio Olímpico Chateau Carreras, Córdoba Toeschouwers: 1.000 Scheidsrechter: Sorin Corpodean (ROM) |
| 20 juni 2001 16:45 | Mohammed 82' |     | Fernando 8' (pen.) Pinga 13' Robert 27', 72' Adriano 29', 45' | Estadio Olímpico Chateau Carreras, Córdoba Toeschouwers: 1.000 Scheidsrechter: Sorin Corpodean (ROM) |

|                    |                        |     |        | |
| 23 juni 2001 14:00 | Brazilië               | 2–0 | Canada | Estadio Olímpico Chateau Carreras, Córdoba Toeschouwers: 1.500 Scheidsrechter: Jagdeesh Bhimull (TRI) |
| 23 juni 2001 14:00 | Adriano 21' Robert 65' |     |        | Estadio Olímpico Chateau Carreras, Córdoba Toeschouwers: 1.500 Scheidsrechter: Jagdeesh Bhimull (TRI) |

|                    |                                       |     |                        | |
| 23 juni 2001 16:45 | Duitsland                             | 3–1 | Irak                   | Estadio Olímpico Chateau Carreras, Córdoba Toeschouwers: 2.000 Scheidsrechter: Hichem Guirat (TUN) |
| 23 juni 2001 16:45 | Preuss 40' Munaim 60' (e.d.) Auer 65' |     | Lapaczinski 37' (e.d.) | Estadio Olímpico Chateau Carreras, Córdoba Toeschouwers: 2.000 Scheidsrechter: Hichem Guirat (TUN) |

### Groep C
| Team             | Ptn | Wed | W | G | V | DV | DT | DS | Resultaat              |
| ---------------- | --- | --- | - | - | - | -- | -- | -- | ---------------------- |
| Oekraïne         | 5   | 3   | 1 | 2 | 0 | 5  | 3  | +2 | Naar de achtste finale |
| Verenigde Staten | 4   | 3   | 1 | 1 | 1 | 5  | 3  | +2 | Naar de achtste finale |
| China            | 4   | 3   | 1 | 1 | 1 | 1  | 1  | 0  | Naar de achtste finale |
| Chili            | 3   | 3   | 1 | 0 | 2 | 4  | 8  | –4 |                        |

|                    |                  |           |       |                                                                                              |
| 17 juni 2001 14:00 | Verenigde Staten | 0–1       | China | Estadio Malvinas Argentinas, Mendoza Toeschouwers: 7.500 Scheidsrechter: Hichem Guirat (TUN) |
| 17 juni 2001 14:00 |                  | Qu Bo 50' |       | Estadio Malvinas Argentinas, Mendoza Toeschouwers: 7.500 Scheidsrechter: Hichem Guirat (TUN) |

|                    |                        |     |                                                |                                                                                                |
| 17 juni 2001 16:45 | Chili                  | 2–4 | Oekraïne                                       | Estadio Malvinas Argentinas, Mendoza Toeschouwers: 7.500 Scheidsrechter: Naser Al Hamdan (KSA) |
| 17 juni 2001 16:45 | Millar 38' Pardo 90+2' |     | Byelik 14', 50' Oyarzun 36' (e.d.) Valeyev 78' | Estadio Malvinas Argentinas, Mendoza Toeschouwers: 7.500 Scheidsrechter: Naser Al Hamdan (KSA) |

|                    |          |     |       |                                                                                                 |
| 20 juni 2001 14:00 | Oekraïne | 0–0 | China | Estadio Malvinas Argentinas, Mendoza Toeschouwers: 3.500 Scheidsrechter: Jagdeesh Bhimull (TRI) |
| 20 juni 2001 14:00 |          |     |       | Estadio Malvinas Argentinas, Mendoza Toeschouwers: 3.500 Scheidsrechter: Jagdeesh Bhimull (TRI) |

|                    |            |     |                                      |                                                                                               |
| 20 juni 2001 16:45 | Chili      | 1–4 | Verenigde Staten                     | Estadio Malvinas Argentinas, Mendoza Toeschouwers: 5.500 Scheidsrechter: Claudio Martín (ARG) |
| 20 juni 2001 16:45 | Valdés 28' |     | Beasley 6', 40' Davis 69' Buddle 75' | Estadio Malvinas Argentinas, Mendoza Toeschouwers: 5.500 Scheidsrechter: Claudio Martín (ARG) |

|                    |                  |     |            |                                                                                                |
| 23 juni 2001 14:00 | Verenigde Staten | 1–1 | Oekraïne   | Estadio Malvinas Argentinas, Mendoza Toeschouwers: 7.000 Scheidsrechter: Carlos Amarilla (PAR) |
| 23 juni 2001 14:00 | Arena 39'        |     | Stoyan 89' | Estadio Malvinas Argentinas, Mendoza Toeschouwers: 7.000 Scheidsrechter: Carlos Amarilla (PAR) |

|                    |       |             |       |                                                                                             |
| 23 juni 2001 16:45 | China | 0–1         | Chili | Estadio Malvinas Argentinas, Mendoza Toeschouwers: 8.000 Scheidsrechter: Coffi Codjia (BEN) |
| 23 juni 2001 16:45 |       | Berrios 87' |       | Estadio Malvinas Argentinas, Mendoza Toeschouwers: 8.000 Scheidsrechter: Coffi Codjia (BEN) |

### Groep D
| Team      | Ptn | Wed | W | G | V | DV | DT | DS | Resultaat              |
| --------- | --- | --- | - | - | - | -- | -- | -- | ---------------------- |
| Angola    | 5   | 3   | 1 | 2 | 0 | 3  | 2  | +1 | Naar de achtste finale |
| Tsjechië  | 4   | 3   | 1 | 1 | 1 | 3  | 3  | 0  | Naar de achtste finale |
| Australië | 4   | 3   | 1 | 1 | 1 | 3  | 4  | –1 | Naar de achtste finale |
| Japan     | 3   | 3   | 1 | 0 | 2 | 4  | 4  | 0  |                        |

|                    |        |     |          |                                                                                          |
| 18 juni 2001 14:00 | Angola | 0–0 | Tsjechië | Estadio Newell's Old Boys, Rosario Toeschouwers: 1.500 Scheidsrechter: José Pineda (HON) |
| 18 juni 2001 14:00 |        |     |          | Estadio Newell's Old Boys, Rosario Toeschouwers: 1.500 Scheidsrechter: José Pineda (HON) |

|                    |       |                             |           |                                                                                            |
| 18 juni 2001 16:45 | Japan | 0–2                         | Australië | Estadio Newell's Old Boys, Rosario Toeschouwers: 5.000 Scheidsrechter: Orhan Erdemir (TUR) |
| 18 juni 2001 16:45 |       | Haneda 59' (e.d.) Owens 69' |           | Estadio Newell's Old Boys, Rosario Toeschouwers: 5.000 Scheidsrechter: Orhan Erdemir (TUR) |

|                    |           |                             |          |                                                                                              |
| 21 juni 2001 14:00 | Australië | 0–3                         | Tsjechië | Estadio Newell's Old Boys, Rosario Toeschouwers: 1.200 Scheidsrechter: Carlos Amarilla (PAR) |
| 21 juni 2001 14:00 |           | Musil 27' Jun 30' Macek 47' |          | Estadio Newell's Old Boys, Rosario Toeschouwers: 1.200 Scheidsrechter: Carlos Amarilla (PAR) |

|                    |            |     |                       | |
| 21 juni 2001 16:45 | Japan      | 1–2 | Angola                | Estadio Newell's Old Boys, Rosario Toeschouwers: 2.000 Scheidsrechter: Manuel Mejuto González (ESP) |
| 21 juni 2001 16:45 | Yamase 61' |     | Mendonça 9' Rasca 81' | Estadio Newell's Old Boys, Rosario Toeschouwers: 2.000 Scheidsrechter: Manuel Mejuto González (ESP) |

|                    |               |     |                  |                                                                                          |
| 24 juni 2001 14:00 | Angola        | 1–1 | Australië        | Estadio Newell's Old Boys, Rosario Toeschouwers: 3.500 Scheidsrechter: Alain Hamer (LUX) |
| 24 juni 2001 14:00 | Mantorras 12' |     | Owens 82' (pen.) | Estadio Newell's Old Boys, Rosario Toeschouwers: 3.500 Scheidsrechter: Alain Hamer (LUX) |

|                    |          |                                    |       |                                                                                          |
| 24 juni 2001 16:45 | Tsjechië | 0–3                                | Japan | Estadio Newell's Old Boys, Rosario Toeschouwers: 8.500 Scheidsrechter: Kevin Stott (USA) |
| 24 juni 2001 16:45 |          | Morisaki 74' Yamase 80' Tahara 87' |       | Estadio Newell's Old Boys, Rosario Toeschouwers: 8.500 Scheidsrechter: Kevin Stott (USA) |

### Groep E
| Team       | Ptn | Wed | W | G | V | DV | DT | DS | Resultaat              |
| ---------- | --- | --- | - | - | - | -- | -- | -- | ---------------------- |
| Costa Rica | 9   | 3   | 3 | 0 | 0 | 7  | 2  | +5 | Naar de achtste finale |
| Ecuador    | 4   | 3   | 1 | 1 | 1 | 3  | 3  | 0  | Naar de achtste finale |
| Nederland  | 4   | 3   | 1 | 1 | 1 | 5  | 6  | –1 | Naar de achtste finale |
| Ethiopië   | 0   | 3   | 0 | 0 | 3 | 4  | 8  | –4 |                        |

|                    |                     |     |                |                                                                                                |
| 18 juni 2001 14:00 | Ecuador             | 2–1 | Ethiopië       | Estadio Padre Ernesto Martearena, Salta Toeschouwers: 14.000 Scheidsrechter: Mark Shield (AUS) |
| 18 juni 2001 14:00 | Miña 25' Guagua 63' |     | Andargachew 4' | Estadio Padre Ernesto Martearena, Salta Toeschouwers: 14.000 Scheidsrechter: Mark Shield (AUS) |

|                    |           |     |                            | |
| 18 juni 2001 16:45 | Nederland | 1–3 | Costa Rica                 | Estadio Padre Ernesto Martearena, Salta Toeschouwers: 14.000 Scheidsrechter: Abdullhakim Shelmani (LBY) |
| 18 juni 2001 16:45 | Hersi 63' |     | Montero 38' Parks 48', 54' | Estadio Padre Ernesto Martearena, Salta Toeschouwers: 14.000 Scheidsrechter: Abdullhakim Shelmani (LBY) |

|                    |                         |     |                |                                                                                                 |
| 21 juni 2001 14:00 | Costa Rica              | 3–1 | Ethiopië       | Estadio Padre Ernesto Martearena, Salta Toeschouwers: 10.000 Scheidsrechter: Mike McCurry (SCO) |
| 21 juni 2001 14:00 | Parks 8', 49' Scott 61' |     | Yordanos 90+2' | Estadio Padre Ernesto Martearena, Salta Toeschouwers: 10.000 Scheidsrechter: Mike McCurry (SCO) |

|                    |            |     |           |                                                                                                  |
| 21 juni 2001 16:45 | Ecuador    | 1–1 | Nederland | Estadio Padre Ernesto Martearena, Salta Toeschouwers: 10.000 Scheidsrechter: Toru Kamikawa (JPN) |
| 21 juni 2001 16:45 | Vargas 85' |     | Colin 21' | Estadio Padre Ernesto Martearena, Salta Toeschouwers: 10.000 Scheidsrechter: Toru Kamikawa (JPN) |

|                    |         |               |            |                                                                                                |
| 24 juni 2001 14:00 | Ecuador | 0–1           | Costa Rica | Estadio Padre Ernesto Martearena, Salta Toeschouwers: 15.000 Scheidsrechter: Terje Hauge (NOR) |
| 24 juni 2001 14:00 |         | Hernández 85' |            | Estadio Padre Ernesto Martearena, Salta Toeschouwers: 15.000 Scheidsrechter: Terje Hauge (NOR) |

|                    |                                    |     |                                  | |
| 24 juni 2001 16:45 | Ethiopië                           | 2–3 | Nederland                        | Estadio Padre Ernesto Martearena, Salta Toeschouwers: 17.000 Scheidsrechter: Abdullhakim Shelmani (LBY) |
| 24 juni 2001 16:45 | Zewdu 52' (pen.) Andargachew 90+2' |     | Kolk 22' Hersi 41' Huntelaar 78' | Estadio Padre Ernesto Martearena, Salta Toeschouwers: 17.000 Scheidsrechter: Abdullhakim Shelmani (LBY) |

### Groep F
| Team      | Ptn | Wed | W | G | V | DV | DT | DS | Resultaat              |
| --------- | --- | --- | - | - | - | -- | -- | -- | ---------------------- |
| Ghana     | 7   | 3   | 2 | 1 | 0 | 3  | 1  | +2 | Naar de achtste finale |
| Frankrijk | 5   | 3   | 1 | 2 | 0 | 7  | 2  | +5 | Naar de achtste finale |
| Paraguay  | 4   | 3   | 1 | 1 | 1 | 5  | 4  | +1 | Naar de achtste finale |
| Iran      | 0   | 3   | 0 | 0 | 3 | 0  | 8  | –8 |                        |

|                    |                        |     |            |                                                                                                 |
| 18 juni 2001 14:00 | Ghana                  | 2–1 | Paraguay   | Estadio José María Minella, Mar del Plata Toeschouwers: 2.000 Scheidsrechter: Terje Hauge (NOR) |
| 18 juni 2001 14:00 | Essien 58' Boateng 63' |     | Guzmán 69' | Estadio José María Minella, Mar del Plata Toeschouwers: 2.000 Scheidsrechter: Terje Hauge (NOR) |

|                    |                                          |     |      | |
| 18 juni 2001 16:45 | Frankrijk                                | 5–0 | Iran | Estadio José María Minella, Mar del Plata Toeschouwers: 4.500 Scheidsrechter: Wilson de Souza (BRA) |
| 18 juni 2001 16:45 | Bugnet 59' Mexès 62' Cissé 66', 87', 90' |     |      | Estadio José María Minella, Mar del Plata Toeschouwers: 4.500 Scheidsrechter: Wilson de Souza (BRA) |

|                    |                      |     |                       |                                                                                                 |
| 21 juni 2001 14:00 | Frankrijk            | 2–2 | Paraguay              | Estadio José María Minella, Mar del Plata Toeschouwers: 4.575 Scheidsrechter: Mark Shield (AUS) |
| 21 juni 2001 14:00 | Bugnet 10' Cissé 48' |     | Fretes 53' Devaca 72' | Estadio José María Minella, Mar del Plata Toeschouwers: 4.575 Scheidsrechter: Mark Shield (AUS) |

|                    |      |             |       |                                                                                                 |
| 21 juni 2001 16:45 | Iran | 0–1         | Ghana | Estadio José María Minella, Mar del Plata Toeschouwers: 3,950 Scheidsrechter: Alain Hamer (LUX) |
| 21 juni 2001 16:45 |      | Boateng 44' |       | Estadio José María Minella, Mar del Plata Toeschouwers: 3,950 Scheidsrechter: Alain Hamer (LUX) |

|                    |       |     |           | |
| 24 juni 2001 14:00 | Ghana | 0–0 | Frankrijk | Estadio José María Minella, Mar del Plata Toeschouwers: 13.000 Scheidsrechter: Claudio Martín (ARG) |
| 24 juni 2001 14:00 |       |     |           | Estadio José María Minella, Mar del Plata Toeschouwers: 13.000 Scheidsrechter: Claudio Martín (ARG) |

|                    |                          |     |      | |
| 24 juni 2001 16:45 | Paraguay                 | 2–0 | Iran | Estadio José María Minella, Mar del Plata Toeschouwers: 6.000 Scheidsrechter: Manuel Mejuto González (ESP) |
| 24 juni 2001 16:45 | González 72' Giménez 89' |     |      | Estadio José María Minella, Mar del Plata Toeschouwers: 6.000 Scheidsrechter: Manuel Mejuto González (ESP) |

### Vier beste nummers drie
| Team      | Ptn | Wed | W | G | V | DV | DT | DS | Resultaat              |
| --------- | --- | --- | - | - | - | -- | -- | -- | ---------------------- |
| Paraguay  | 4   | 3   | 1 | 1 | 1 | 5  | 4  | +1 | Naar de achtste finale |
| China     | 4   | 3   | 1 | 1 | 1 | 1  | 1  | 0  | Naar de achtste finale |
| Nederland | 4   | 3   | 1 | 1 | 1 | 5  | 6  | –1 | Naar de achtste finale |
| Australië | 4   | 3   | 1 | 1 | 1 | 3  | 4  | –1 | Naar de achtste finale |
| Finland   | 3   | 3   | 1 | 0 | 2 | 2  | 4  | –2 |                        |
| Irak      | 3   | 3   | 1 | 0 | 2 | 2  | 5  | –3 |                        |

## Knock-outfase
|  | Achtste finale          | Achtste finale   |                       |   | Kwartfinale  | Kwartfinale  |                       |                       | Halve finale | Halve finale |  |  | Finale | Finale |
|  |                         |                  |                       |   |              |              |                       |                       |              |              |  |  |        |        |
|  | 27 juni – Buenos Aires  |                  |                       |   |              |              |                       |                       |              |              |  |  |        |        |
|  |                         |                  |                       |   |              |              |                       |                       |              |              |  |  |        |        |
|  | Argentinië              | 2                |                       |   |              |              |                       |                       |              |              |  |  |        |        |
|  | Argentinië              | 2                | 1 juli – Buenos Aires |   |              |              |                       |                       |              |              |  |  |        |        |
|  | China                   | 1                |                       |   |              |              |                       |                       |              |              |  |  |        |        |
|  | China                   | 1                | Argentinië            | 3 |              |              |                       |                       |              |              |  |  |        |        |
|  | 27 juni – Córdoba       |                  | Argentinië            | 3 |              |              |                       |                       |              |              |  |  |        |        |
|  |                         | Frankrijk        | 1                     |   |              |              |                       |                       |              |              |  |  |        |        |
|  | Frankrijk               | Frankrijk        | 1                     | 3 |              |              |                       |                       |              |              |  |  |        |        |
|  | Frankrijk               |                  | 4 juli – Buenos Aires | 3 |              |              |                       |                       |              |              |  |  |        |        |
|  | Duitsland               | 2                |                       |   |              |              |                       |                       |              |              |  |  |        |        |
|  | Duitsland               | 2                | Argentinië            | 5 |              |              |                       |                       |              |              |  |  |        |        |
|  | 28 juni – Mendoza       |                  | Argentinië            | 5 |              |              |                       |                       |              |              |  |  |        |        |
|  |                         | Paraguay         | 0                     |   |              |              |                       |                       |              |              |  |  |        |        |
|  | Paraguay                | Paraguay         | 0                     | 2 |              |              |                       |                       |              |              |  |  |        |        |
|  | Paraguay                | 1 juli – Mendoza |                       | 2 |              |              |                       |                       |              |              |  |  |        |        |
|  | Oekraïne                | 1                |                       |   |              |              |                       |                       |              |              |  |  |        |        |
|  | Oekraïne                | 1                | Paraguay              | 1 |              |              |                       |                       |              |              |  |  |        |        |
|  | 28 juni – Salta         |                  | Paraguay              | 1 |              |              |                       |                       |              |              |  |  |        |        |
|  |                         | Tsjechië         | 0                     |   |              |              |                       |                       |              |              |  |  |        |        |
|  | Tsjechië                | Tsjechië         | 0                     | 2 |              |              |                       |                       |              |              |  |  |        |        |
|  | Tsjechië                |                  | 8 juli – Buenos Aires | 2 |              |              |                       |                       |              |              |  |  |        |        |
|  | Costa Rica              | 1                |                       |   |              |              |                       |                       |              |              |  |  |        |        |
|  | Costa Rica              | 1                | Argentinië            | 3 |              |              |                       |                       |              |              |  |  |        |        |
|  | 28 juni – Mar del Plata |                  | Argentinië            | 3 |              |              |                       |                       |              |              |  |  |        |        |
|  |                         | Ghana            | 0                     |   |              |              |                       |                       |              |              |  |  |        |        |
|  | Ghana                   | Ghana            | 0                     | 1 |              |              |                       |                       |              |              |  |  |        |        |
|  | Ghana                   | 1 juli – Córdoba |                       | 1 |              |              |                       |                       |              |              |  |  |        |        |
|  | Ecuador                 | 0                |                       |   |              |              |                       |                       |              |              |  |  |        |        |
|  | Ecuador                 | 0                | Ghana                 | 2 |              |              |                       |                       |              |              |  |  |        |        |
|  | 27 juni – Córdoba       |                  | Ghana                 | 2 |              |              |                       |                       |              |              |  |  |        |        |
|  |                         | Brazilië         | 1                     |   |              |              |                       |                       |              |              |  |  |        |        |
|  | Brazilië                | Brazilië         | 1                     | 4 |              |              |                       |                       |              |              |  |  |        |        |
|  | Brazilië                |                  | 4 juli – Córdoba      | 4 |              |              |                       |                       |              |              |  |  |        |        |
|  | Australië               | 0                |                       |   |              |              |                       |                       |              |              |  |  |        |        |
|  | Australië               | 0                | Ghana                 | 2 |              |              |                       |                       |              |              |  |  |        |        |
|  | 27 juni – Buenos Aires  |                  | Ghana                 | 2 |              |              |                       |                       |              |              |  |  |        |        |
|  |                         | Egypte           | 0                     |   | Derde plaats | Derde plaats |                       |                       |              |              |  |  |        |        |
|  | Egypte                  | Egypte           | 0                     | 2 | Derde plaats | Derde plaats |                       |                       |              |              |  |  |        |        |
|  | Egypte                  | 1 juli – Rosario | 1 juli – Rosario      | 2 |              |              | 8 juli – Buenos Aires | 8 juli – Buenos Aires |              |              |  |  |        |        |
|  | Verenigde Staten        | 1 juli – Rosario | 1 juli – Rosario      | 0 |              |              | 8 juli – Buenos Aires | 8 juli – Buenos Aires |              |              |  |  |        |        |
|  | Verenigde Staten        | Egypte           | 2                     | 0 | Paraguay     | 0            |                       |                       |              |              |  |  |        |        |
|  | 28 juni – Rosario       | Egypte           | 2                     |   | Paraguay     | 0            |                       |                       |              |              |  |  |        |        |
|  |                         | Nederland        | 1                     |   | Egypte       | 1            |                       |                       |              |              |  |  |        |        |
|  | Nederland               | Nederland        | 1                     | 2 | Egypte       | 1            |                       |                       |              |              |  |  |        |        |
|  | Nederland               |                  |                       | 2 |              |              |                       |                       |              |              |  |  |        |        |
|  | Angola                  | 0                |                       |   |              |              |                       |                       |              |              |  |  |        |        |
|  | Angola                  | 0                |                       |   |              |              |                       |                       |              |              |  |  |        |        |

### Achtste finale
|                    |                  |                               |        |                                                                                                  |
| 27 juni 2001 14:00 | Verenigde Staten | 0–2                           | Egypte | Estadio José Amalfitani, Buenos Aires Toeschouwers: 10.000 Scheidsrechter: Sorin Corpodean (ROM) |
| 27 juni 2001 14:00 |                  | Riad 76' (pen.) El Yamani 88' |        | Estadio José Amalfitani, Buenos Aires Toeschouwers: 10.000 Scheidsrechter: Sorin Corpodean (ROM) |

|                    |                            |     |           |                                                                                               |
| 27 juni 2001 17:00 | Argentinië                 | 2–1 | China     | Estadio José Amalfitani, Buenos Aires Toeschouwers: 32.000 Scheidsrechter: Mike McCurry (SCO) |
| 27 juni 2001 17:00 | Rodríguez 4' Domínguez 79' |     | Qu Bo 55' | Estadio José Amalfitani, Buenos Aires Toeschouwers: 32.000 Scheidsrechter: Mike McCurry (SCO) |

|                    |                                   |     |                        |                                                                                                 |
| 27 juni 2001 14:00 | Frankrijk                         | 3–2 | Duitsland              | Estadio Olímpico Chateau Carreras, Córdoba Toeschouwers: 3.500 Scheidsrechter: Guido Aros (CHI) |
| 27 juni 2001 14:00 | Cissé 34' (pen.), 90+3' Mendy 41' |     | Auer 19' Burkhardt 78' | Estadio Olímpico Chateau Carreras, Córdoba Toeschouwers: 3.500 Scheidsrechter: Guido Aros (CHI) |

|                    |                                             |     |           | |
| 27 juni 2001 17:00 | Brazilië                                    | 4–0 | Australië | Estadio Olímpico Chateau Carreras, Córdoba Toeschouwers: 7.895 Scheidsrechter: Toru Kamikawa (JPN) |
| 27 juni 2001 17:00 | Adriano 27', 66' Kaká 53' Eduardo Costa 74' |     |           | Estadio Olímpico Chateau Carreras, Córdoba Toeschouwers: 7.895 Scheidsrechter: Toru Kamikawa (JPN) |

|                    |            |     |                          |                                                                                            |
| 28 juni 2001 14:00 | Oekraïne   | 1–2 | Paraguay                 | Estadio Malvinas Argentinas, Mendoza Toeschouwers: 9.000 Scheidsrechter: José Pineda (HON) |
| 28 juni 2001 14:00 | Bielyk 90' |     | Benítez 19' González 43' | Estadio Malvinas Argentinas, Mendoza Toeschouwers: 9.000 Scheidsrechter: José Pineda (HON) |

|                    |        |                            |           |                                                                                             |
| 28 juni 2001 16:45 | Angola | 0–2                        | Nederland | Estadio Newell's Old Boys, Rosario Toeschouwers: 5.000 Scheidsrechter: Shamsul Maidin (SIN) |
| 28 juni 2001 16:45 |        | Mustapha 52' Huntelaar 86' |           | Estadio Newell's Old Boys, Rosario Toeschouwers: 5.000 Scheidsrechter: Shamsul Maidin (SIN) |

|                    |            |     |                   | |
| 28 juni 2001 14:00 | Costa Rica | 1–2 | Tsjechië          | Estadio Padre Ernesto Martearena, Salta Toeschouwers: 13.000 Scheidsrechter: Hailemelak Tessema (ETH) |
| 28 juni 2001 14:00 | Scott 24'  |     | Musil 21' Jun 71' | Estadio Padre Ernesto Martearena, Salta Toeschouwers: 13.000 Scheidsrechter: Hailemelak Tessema (ETH) |

|                    |            |     |         |                                                                                                   |
| 28 juni 2001 16:45 | Ghana      | 1–0 | Ecuador | Estadio José María Minella, Mar del Plata Toeschouwers: 11.000 Scheidsrechter: Orhan Edemir (TUR) |
| 28 juni 2001 16:45 | Mensah 37' |     |         | Estadio José María Minella, Mar del Plata Toeschouwers: 11.000 Scheidsrechter: Orhan Edemir (TUR) |

### Kwartfinale
|                   |                               |     |           |                                                                                              |
| 1 juli 2001 14:00 | Argentinië                    | 3–1 | Frankrijk | Estadio José Amalfitani, Buenos Aires Toeschouwers: 32.000 Scheidsrechter: Terje Hauge (NOR) |
| 1 juli 2001 14:00 | Saviola 5', 45+1' (pen.), 83' |     | Mexès 44' | Estadio José Amalfitani, Buenos Aires Toeschouwers: 32.000 Scheidsrechter: Terje Hauge (NOR) |

|                   |                            |     |             | |
| 1 juli 2001 16:45 | Ghana                      | 2–1 | Brazilië    | Estadio Olímpico Chateau Carreras, Córdoba Toeschouwers: 11.000 Scheidsrechter: Manuel Mejuto González (ESP) |
| 1 juli 2001 16:45 | Abdul Razak 80' Mensah 93' |     | Adriano 44' | Estadio Olímpico Chateau Carreras, Córdoba Toeschouwers: 11.000 Scheidsrechter: Manuel Mejuto González (ESP) |

|                   |          |             |          |                                                                                             |
| 1 juli 2001 14:00 | Tsjechië | 0–1         | Paraguay | Estadio Malvinas Argentinas, Mendoza Toeschouwers: 6.000 Scheidsrechter: Coffi Codjia (BEN) |
| 1 juli 2001 14:00 |          | Salcedo 31' |          | Estadio Malvinas Argentinas, Mendoza Toeschouwers: 6.000 Scheidsrechter: Coffi Codjia (BEN) |

|                   |                   |     |                        |                                                                                             |
| 1 juli 2001 16:45 | Nederland         | 1–2 | Egypte                 | Estadio Newell's Old Boys, Rosario Toeschouwers: 6.500 Scheidsrechter: Claudio Martín (ARG) |
| 1 juli 2001 16:45 | Van der Vaart 33' |     | Amin 47' El Yamani 65' | Estadio Newell's Old Boys, Rosario Toeschouwers: 6.500 Scheidsrechter: Claudio Martín (ARG) |

### Halve finale
|                   |        |                                 |       |                                                                                                   |
| 4 juli 2001 14:00 | Egypte | 0–2                             | Ghana | Estadio Olímpico Chateau Carreras, Córdoba Toeschouwers: 10.000 Scheidsrechter: Mark Shield (AUS) |
| 4 juli 2001 14:00 |        | Inusah 83' El Atrawy 88' (e.d.) |       | Estadio Olímpico Chateau Carreras, Córdoba Toeschouwers: 10.000 Scheidsrechter: Mark Shield (AUS) |

|                   |                                                             |     |          |                                                                                                  |
| 4 juli 2001 16:45 | Argentinië                                                  | 5–0 | Paraguay | Estadio José Amalfitani, Buenos Aires Toeschouwers: 32.000 Scheidsrechter: Wilson de Souza (BRA) |
| 4 juli 2001 16:45 | Saviola 18', 24' Romagnoli 41' D'Alessandro 52' Herrera 70' |     |          | Estadio José Amalfitani, Buenos Aires Toeschouwers: 32.000 Scheidsrechter: Wilson de Souza (BRA) |

### Troostfinale
|                   |          |               |        |                                                                                                |
| 8 juli 2001 13:00 | Paraguay | 0–1           | Egypte | Estadio José Amalfitani, Buenos Aires Toeschouwers: 10.000 Scheidsrechter: Toru Kamikawa (JPN) |
| 8 juli 2001 13:00 |          | El Yamani 64' |        | Estadio José Amalfitani, Buenos Aires Toeschouwers: 10.000 Scheidsrechter: Toru Kamikawa (JPN) |

### Finale
|                   |                                      |     |       | |
| 8 juli 2001 15:45 | Argentinië                           | 3–0 | Ghana | Estadio José Amalfitani, Buenos Aires Toeschouwers: 32.000 Scheidsrechter: Manuel Mejuto González (ESP) |
| 8 juli 2001 15:45 | Colotto 6' Saviola 14' Rodríguez 73' |     |       | Estadio José Amalfitani, Buenos Aires Toeschouwers: 32.000 Scheidsrechter: Manuel Mejuto González (ESP) |